# Henri Rivière (oficer)

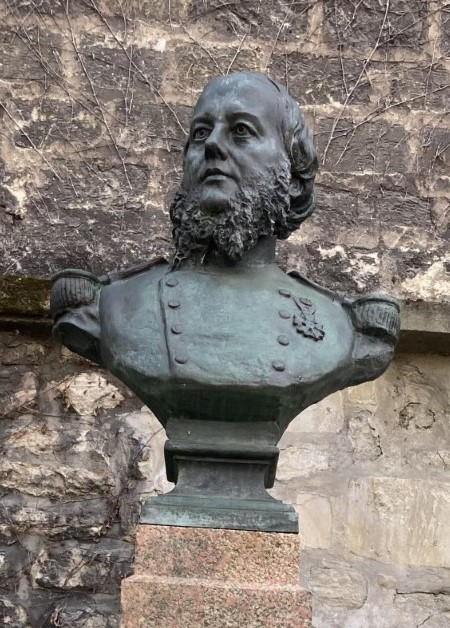
odnowione popiersie z grobowca na cmentarzu Montmartre w Paryżu

Henri Laurent Rivière (ur. 12 lipca 1827 w Paryżu, zm. 19 maja 1883 w Hanoi) – francuski oficer marynarki oraz publicysta.

## Służba w trakcie wojny francusko-chińskiej
W wieku 15 lat wstąpił do szkoły marynarki wojennej École navale.
W trakcie wojny francusko-chińskiej siły armii francuskiej pod jego dowództwem zdobyły Hanoi (25 kwietnia 1882 roku). 27 marca 1883 roku Rivière zdobył Nam Định, jednakże w maju tego samego roku Hanoi zostało okrążone przez siły armii czarnej flagi. Pierwszy atak który odbył się 16 maja, natomiast drugi atak 19 maja. Podczas drugiego ataku rebeliantów Rivière został postrzelony i zmarł z powodu odniesionych ran.
Po wojnie jego ciało zostało odnalezione, spalone oraz przetransportowane do Francji, gdzie jego szczątki zostały pochowane na cmentarzu Montmartre.

## Praca dziennikarska
Oprócz służby wojskowej Henri Rivière zajmował się pisanie artykułów do dziennika „La Liberté” oraz felietonów do magazynu „Revue des deux mondes”.